# ZDF-Fernsehrat

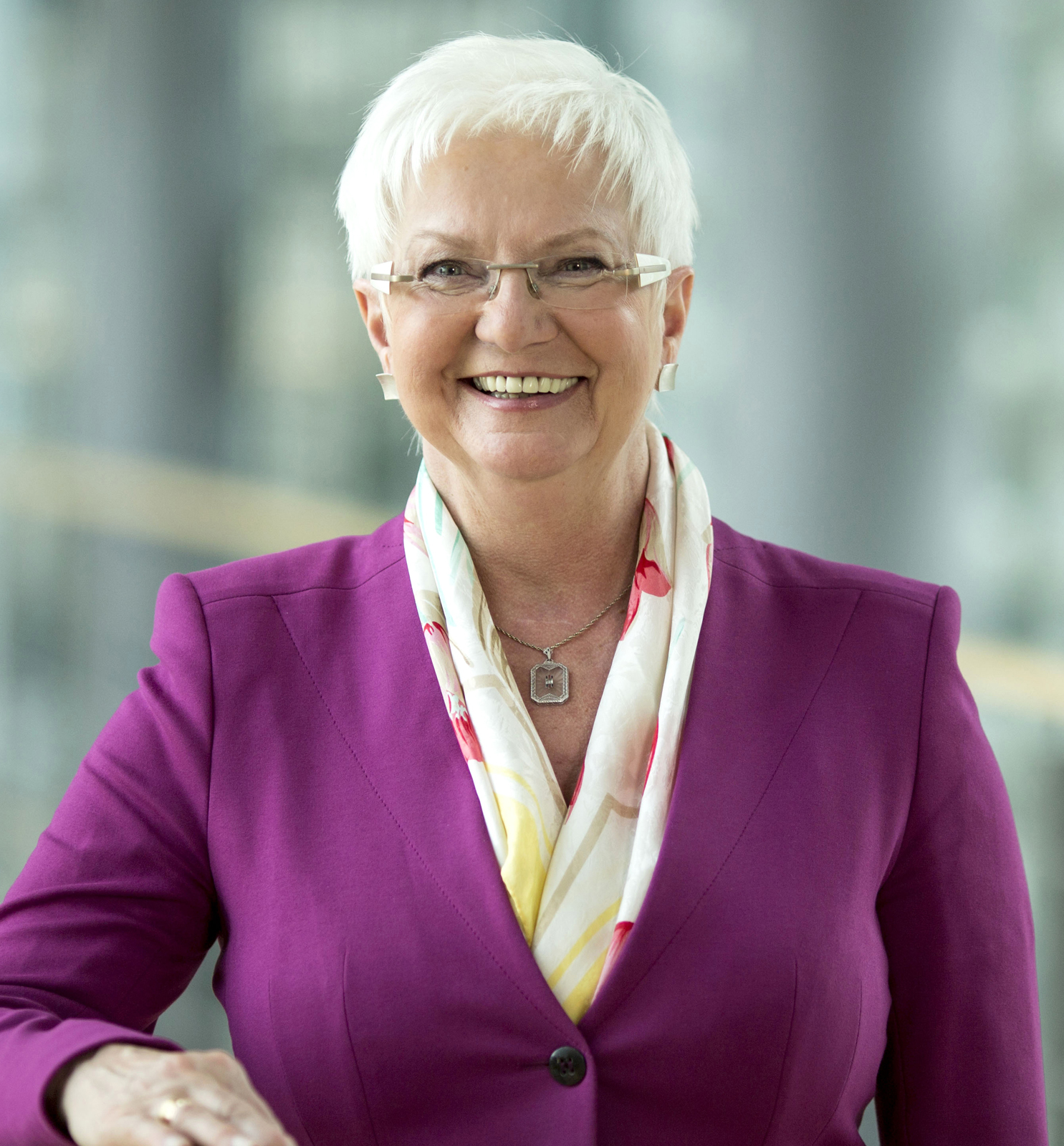
Gerda Hasselfeldt, Vorsitzende des Fernsehrates (2013)

Der ZDF-Fernsehrat ist der Rundfunkrat des Zweiten Deutschen Fernsehens. Das Gremium wird für vier Jahre gewählt und überwacht die Einhaltung der Programmrichtlinien bzw. der im III. Abschnitt des Medienstaatsvertrages aufgestellten Grundsätze.
Er stellt Richtlinien für die Sendungen des ZDF auf, wählt den Intendanten und berät ihn in Programmfragen. Des Weiteren wählt der Fernsehrat 8 der 12 Mitglieder des ZDF-Verwaltungsrats, diese dürfen keiner Regierung oder gesetzgebenden Körperschaft angehören. Der Fernsehrat ist auch der Ansprechpartner für die Zuschauer.
Der Fernsehrat tritt in der Regel vier Mal pro Jahr zusammen. Die Vorlagen an den Fernsehrat werden in den ständigen Ausschüssen des Gremiums vorberaten.
Wie durch das Bundesverfassungsgericht 2014 bestätigt wurde, muss für den ZDF-Staatsvertrag „eine durchgehende Orientierung am Grundsatz der Vielfaltsicherung und eine konsequente Begrenzung des Anteils staatlicher und staatsnaher Mitglieder in den Aufsichtsgremien“ – und damit die „Staatsferne“ des Fernsehrates selbst – grundlegend sein. Diese Staatsferne des Fernsehrats soll entsprechend den Angaben des Gerichts durch eine Neuzusammensetzung erreicht werden, bei der Vertreter des Bundes und der Exekutiven der Länder nur noch maximal ein Drittel der Räte bestimmen.
Am 5. Juli 2024 wählte der Fernsehrat aus seiner Mitte Gerda Hasselfeldt (CSU) zur Vorsitzenden, die damit Marlehn Thieme (2016–2024) im Amte ablöste. In das auf zwei Jahre gewählte Präsidium wurden zudem Katrin Kroemer als erste stellvertretende Vorsitzende sowie als weitere Stellvertreter Christoph Becker und Claudia Conen gewählt.

## Zusammensetzung bis 2016

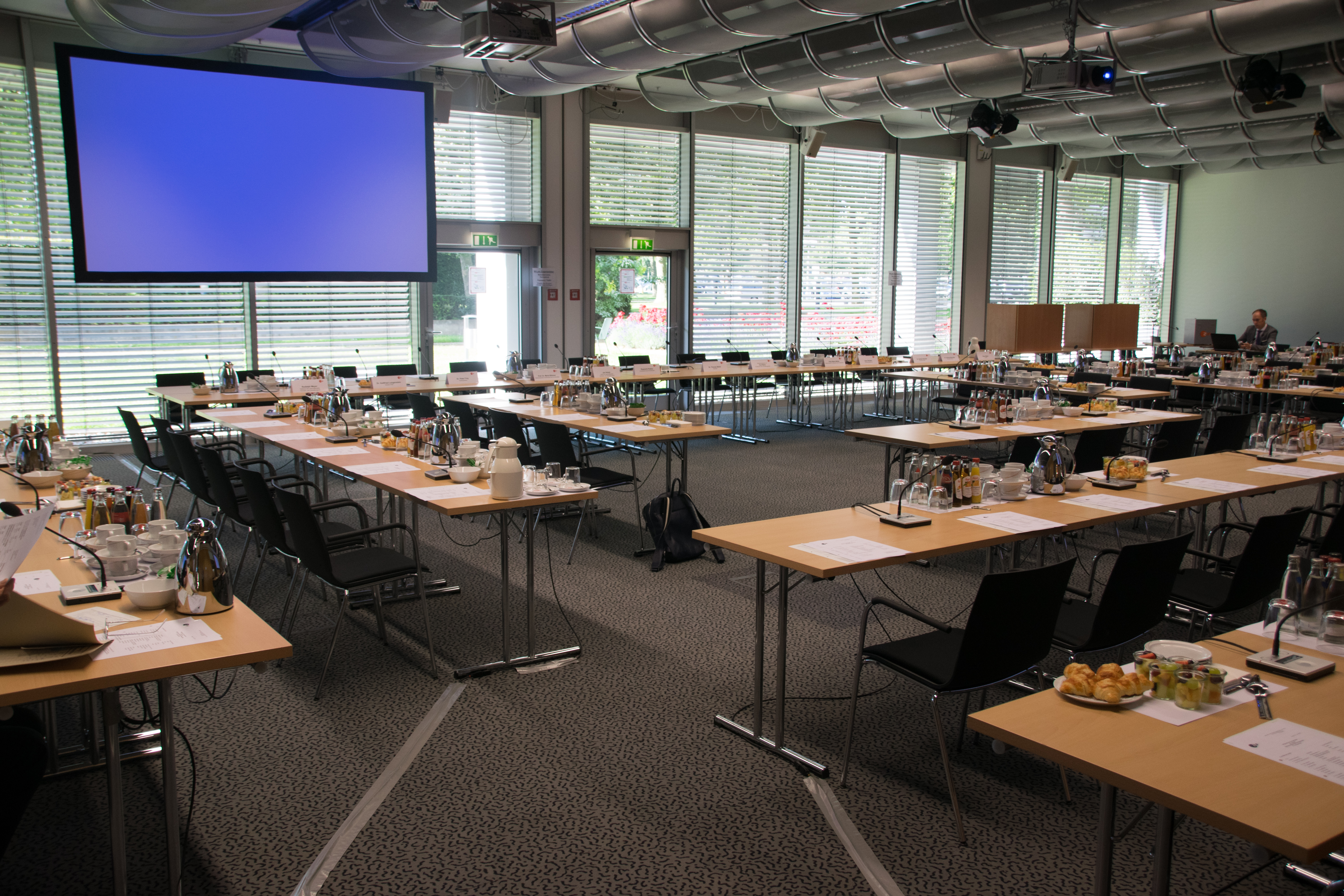
Sitzungssaal des ZDF Fernsehrates

Vor der Verkleinerung 2016 auf 60 Mitglieder setzte sich der Fernsehrat nach § 21 des früheren ZDF-Staatsvertrages aus 77 Mitgliedern zusammen; dazu gehörten:
31 Vertreter der Länder, des Bundes und der Parteien
- 16 Vertreter der Regierungen der Länder, die jeweils von der zuständigen Landesregierung entsandt wurden,
- 3 Vertreter des Bundes, die von der Bundesregierung entsandt werden,
- 12 Vertreter der Parteien entsprechend ihrem Stärkeverhältnis im Bundestag, die von ihrem Parteivorstand entsandt werden,

5 Vertreter der Religionsgemeinschaften
- zwei von der Evangelischen Kirche in Deutschland (EKD) entsandten Vertretern,
- zwei von der Katholischen Kirche (Deutsche Bischofskonferenz, Katholisches Büro) entsandten Vertretern,
- einem vom Zentralrat der Juden in Deutschland (ZdJ) entsandten Vertreter.

Die weiteren unten aufgeführten Vertreter wurden auf Vorschlag der dort bezeichneten Verbände und Organisationen durch die Ministerpräsidenten berufen. Die Verbände und Organisationen hatten in ihre Vorschläge die dreifache Zahl der auf sie entfallenden Vertreter aufzunehmen. Der Vorsitzende der Ministerpräsidentenkonferenz (MPK) bestimmte, bis zu welchem Zeitpunkt die Vorschlagsliste einzureichen war. Frauen sollten angemessen berücksichtigt werden. Soweit dem Fernsehrat mindestens zwei Vertreter einer Organisation oder eines Verbandes angehörten, sollte jeweils auch eine Frau in den Fernsehrat berufen werden.
25 von den Ministerpräsidenten nach Vorschlag ausgewählte Vertreter von Verbänden
- je einem Vertreter des Deutschen Gewerkschaftsbundes (DGB), von ver.di – Vereinte Dienstleistungsgewerkschaft e. V. – und des Deutschen Beamtenbundes (DBB),
- zwei Vertretern der Bundesvereinigung der Deutschen Arbeitgeberverbände (BDA), einem Vertreter des Deutschen Industrie- und Handelskammertages (DIHK), einem Vertreter des Zentralausschusses der Deutschen Landwirtschaft (ZDL) und einem Vertreter des Zentralverbandes des Deutschen Handwerks (ZDH),
- zwei Vertretern des Bundesverbandes Deutscher Zeitungsverleger (BDZV),
- je einem Vertreter des Deutschen Journalistenverbandes e. V. (DJV) und der ver.di – Vereinte Dienstleistungsgewerkschaft e. V. – aus dem Fachbereich für Medien,
- vier Vertretern der Freien Wohlfahrtsverbände, und zwar je einem des Diakonischen Werkes der Evangelischen Kirche in Deutschland, des Deutschen Caritasverbandes e. V. (DCV), des Deutschen Roten Kreuzes (DRK) und des Hauptausschusses der Deutschen Arbeiterwohlfahrt e. V. (AWO),
- je einem Vertreter des Deutschen Städtetages (DST), des Deutschen Städte- und Gemeindebundes (DStGB) und des Deutschen Landkreistages (DLT),
- einem Vertreter des Deutschen Olympischen Sportbundes (DOSB),
- einem Vertreter der Europa-Union Deutschland e. V. (EUD),
- je einem Vertreter des Bundes für Umwelt und Naturschutz Deutschland e. V. (BUND) und des Naturschutzbundes Deutschland (NABU),
- einem Vertreter des Bundes der Vertriebenen – Vereinigte Landsmannschaften und Landesverbände e. V. (BdV),
- einem Vertreter der Vereinigung der Opfer des Stalinismus (VOS).

16 von den Ministerpräsidenten berufene Räte aus den Bereichen
- Erziehungs- und Bildungswesens, der Wissenschaft, der Kunst, der Kultur, der Filmwirtschaft, der Freien Berufe, der Familienarbeit, des Kinderschutzes, der Jugendarbeit, des Verbraucherschutzes und des Tierschutzes.

### Urteil des Bundesverfassungsgerichts 2014
Im März 2014 urteilte das Bundesverfassungsgericht, dass „die Regelungen zur Zusammensetzung des Fernsehrats gemäß § 21 ZDF-StV […] in verschiedener Hinsicht gegen Art. 5 Abs. 1 Satz 2 GG“ verstoßen. Im Juni 2015 beschlossen die Regierungen der Bundesländer daraufhin eine Neufassung des ZDF-Staatsvertrags, in dem die Zusammensetzung des Aufsichtsgremiums neu geregelt wurde. Der Vorgabe des Verfassungsgerichts folgend wurde die Zahl der als Vertreter von staatsnahen gewerteten Mitglieder auf maximal ein Drittel reduziert, Parteienvertreter wurden abgeschafft. Die Gesamtstärke des ZDF-Fernsehrats wurde von 77 auf 60 reduziert. Nach der Zustimmung durch die 16 Länderparlamente trat der novellierte ZDF-Staatsvertrag am 1. Januar 2016 in Kraft.
Grund des Verfahrens war eine Normenkontroll-Klage der Länder Rheinland-Pfalz und Hamburg auf Prüfung der Verfassungsgemäßheit des ZDF-Staatsvertrags, Anlass der Klage war die „Causa Brender“: Eine Verlängerung von Brenders Vertrag als ZDF-Chefredakteur wurde vom – überwiegend mit Unions-Politikern besetzten – ZDF-Verwaltungsrat abgelehnt; dies führte im Jahr 2010 zu Debatten über die politische Beeinflussbarkeit des öffentlich-rechtlichen Rundfunks. Im Zusammenhang mit dem Streit um seine Vertragsverlängerung stellte Brender dar, wie parteipolitischer Einfluss auf die journalistische Arbeit ausgeübt wurde. Zu Beginn seiner Amtszeit sei es noch üblich gewesen, dass Politiker bei einfachen Redakteuren anriefen, um Druck auf die Berichterstattung auszuüben. „Ich habe damals zum Beispiel zufällig erfahren, dass der damalige CDU-Generalsekretär Laurenz Meyer durch einen Anruf in der Redaktion versucht hat, einen ihm unliebsamen Bericht zu verhindern. […] Ich habe daraufhin in den bekannterweise mit zahlreichen Politikern besetzten ZDF-Aufsichtsgremien gedroht, weitere Anrufe zu veröffentlichen. Danach war Ruhe.“ Brender berichtete davon, nachdem im Oktober 2012 bekannt geworden war, dass der (kurz darauf zurückgetretene) CSU-Pressesprecher Hans Michael Strepp Kontakt mit ARD- und ZDF-Redakteuren aufgenommen hatte, was einige der Kontaktierten sowie ZDF-Chefredakteur Peter Frey als Versuche von Einflussnahme durch die CSU empfunden hatten. Nach Brenders Aussage waren die Versuche der Einflussnahme durch Politiker regelmäßig üblich.
Kritiker sind jedoch nach der Novellierung des Staatsvertrags der Meinung, dass der Staat nach wie vor einen zu großen Einfluss ausübe, die Position der Regierungsparteien gegenüber der Opposition sei zu stark, wichtige Repräsentanten der Gesellschaft wie Konfessionslose und Menschenrechtsorganisationen fehlten.
Andreas Paulus formulierte in der Urteilsverkündung des Gerichts eine abweichende Meinung: Das Urteil werde seinem eigenen Maßstab nicht gerecht, dass sich die Meinungen der Gesellschaft im Rundfunkrat abbilden sollten. Seiner Meinung nach ist die Beteiligung von Mitgliedern der Exekutive grundsätzlich schädlich, eine Drittelquote zu hoch. „Wenn die Aufsichtsgremien von Rundfunk und Fernsehen von denen beherrscht werden, deren Kontrolle sie unter anderem ermöglichen sollen, ist damit eine Beeinträchtigung ihrer Funktion verbunden. Durch die Möglichkeit der Entsendung von Exekutivvertretern definiert das Urteil die Staatsgewalt von einer Bedrohung der Vielfalt zu einem Element ebendieser Vielfaltsgewährleistung um.“ Paulus kritisierte im Urteilstext ebendies Urteil als „einen utopischen, kaum überprüfbaren Maßstab für die Ausübung des erteilten Mandats“ für die ZDF-Gremien.

## Mitglieder des Fernsehrates der XVII. Amtsperiode (2024–2028)
Der Fernsehrat setzt sich aus folgenden 60 Mitgliedern zusammen (Stand: 13. März 2025). Davon sind mindestens 28 einer politischen Partei zuordenbar.

### 16 Vertreter der Länder
- Baden-Württemberg: Katrin Schütz, Staatssekretärin a. D., CDU
- Bayern: Georg Eisenreich, Staatsminister, CSU
- Berlin: Christine Richter, Sprecherin des Senats
- Brandenburg: Benjamin Grimm, Staatssekretär, SPD
- Bremen: Özlem Ünsal, Senatorin, SPD
- Hamburg: Jana Schiedek, Staatsrätin, SPD
- Hessen: Kristina Sinemus, Ministerin, CDU
- Mecklenburg-Vorpommern: Jutta Bieringer, Staatssekretärin, SPD
- Niedersachsen: Anke Pörksen, Staatssekretärin, Sprecherin der Landesregierung, SPD
- Nordrhein-Westfalen: Nathanael Liminski, Minister, CDU
- Rheinland-Pfalz: Andrea Bähner, Sprecherin der Landesregierung
- Saarland: Anke Morsch, Präsidentin des Finanzgerichts, SPD
- Sachsen: Christiane Schenderlein, Staatsministerin, CDU
- Sachsen-Anhalt: Franziska Weidinger, Ministerin, CDU
- Schleswig-Holstein: Dorit Stenke, Ministerin, CDU
- Thüringen: Stefan Gruhner, Chef der Staatskanzlei, CDU

### 2 Vertreter des Bundes
- Heiko Maas, Bundesminister a. D., SPD
- Lisa Paus, Bundesministerin a. D., Bündnis 90/Die Grünen

### 5 Vertreter der Religionsgemeinschaften
- Römisch-katholische Kirche in Deutschland:
  - Matthias Belafi, Leiter Katholisches Büro Bayern
  - Beate Gilles, Generalsekretärin der Deutschen Bischofskonferenz
- Evangelische Kirche in Deutschland:
  - Anna-Nicole Heinrich, Präses der Synode der EKD
  - Stephan Schaede, Vizepräsident des Kirchenamts der EKD
- Zentralrat der Juden in Deutschland:
  - Barbara Traub, Präsidiumsmitglied

### 37 weitere Vertreter
- Vertreter des Deutschen Landkreistages
  - Irene Vorholz, Stellv. Hauptgeschäftsführerin
- Vertreter des Deutschen Städtetages
  - Burkhard Jung, Vizepräsident, Oberbürgermeister, SPD
- Vertreter des Deutschen Gewerkschaftsbundes
  - Maike Finnern, Bundesvorsitzende Gewerkschaft Erziehung und Wissenschaft
- Vertreter von ver.di – Vereinte Dienstleistungsgewerkschaft
  - Cornelia Berger, Leiterin Kommunikation und Marketing
- Vertreter des dbb Beamtenbundes und Tarifunion
  - Susanne Lin-Klitzing, Vorsitzende des Philologenverbandes
- Vertreter der Bundesvereinigung  der Deutschen Arbeitgeberverbände
  - Steffen Kampeter, Hauptgeschäftsführer, CDU
- Vertreter der Deutschen Industrie- und Handelskammer
  - Sandra Hartig, Bereichsleiterin
- Vertreter des Zentralausschusses der Deutschen Landwirtschaft
  - Andrea Rahn-Farr
- Vertreter des Zentralverbandes des Deutschen Handwerks e. V.
  - Beate Preuschoff, Bereichsleiterin Presse und Öffentlichkeitsarbeit
- Vertreter des Bundesverbands Digitalpublisher und Zeitungsverleger e. V.
  - Inken Boyens, Geschäftsführerin und Verlegerin der Boyens Medienholding GmbH & Co. KG
- Vertreter des Deutschen Journalisten-Verbandes e. V.
  - Katrin Kroemer, Schatzmeisterin
- Vertreter der Freien Wohlfahrtsverbände
  - Dagmar Pruin, Präsidentin Brot für die Welt und Diakonie Katastrophenhilfe, stellvertretende Vorstandsvorsitzende des Evangelischen Werkes für Diakonie und Entwicklung e. V.
  - Eva Maria Welskop-Deffaa, Präsidentin des Deutschen Caritasverbandes e. V., CDU
  - Gerda Hasselfeldt, Präsidentin des Deutschen Roten Kreuzes e. V., CSU
  - Kathrin Sonnenholzner, Vorsitzende des Präsidiums des Arbeiterwohlfahrt Bundesverbandes e. V., SPD
- Vertreter des Deutschen Olympischen Sportbundes
  - Kerstin Holze, Vizepräsidentin
- Vertreter der Europa-Union Deutschland e. V.
  - Claudia Conen, Vizepräsidentin, CDU-nah[11]
- Vertreter des Bundes für Umwelt und Naturschutz Deutschland e. V.
  - Gabriele Terhorst, Stellvertretende Vorsitzende Landesverband Hessen
- Vertreter des Naturschutzbundes Deutschland e. V.
  - Petra Wassmann, Vizepräsidentin
- Vertreter des Bundes der Vertriebenen – Vereinigte Landsmannschaften und Landesverbände e. V.
  - Steffen Hörtler, Präsidiumsmitglied, CSU[12]
- Vertreter der Vereinigung der Opfer des Stalinismus e. V.
  - Steffi Lehmann, Wissenschaftliche Leiterin Lern- und Gedenkort Kaßberg-Gefängnis Chemnitz
- Vertreter aus dem Bereich „Verbraucherschutz“, nominiert vom Land Baden-Württemberg
  - Cornelia Tausch, Vorstand der Verbraucherzentrale Baden-Württemberg, SPD
- Vertreter aus dem Bereich „Digitales“, nominiert vom Freistaat Bayern
  - Wolfgang Kopf, Leiter des Zentralbereichs Politik und Regulierung der Deutschen Telekom AG
- Vertreterin aus dem Bereich „Internet“, nominiert vom Land Berlin
  - Laura-Kristine Krause, Geschäftsführerin More in Common Deutschland
- Vertreter aus dem Bereich „Senioren, Familie, Frauen und Jugend“, nominiert vom Land Brandenburg
  - Jörn Voß, Geschäftsführer des Deutschen Familienverbands Brandenburg
- Vertreter aus dem Bereich „Wissenschaft und Forschung“, nominiert von der Freien Hansestadt Bremen
  - Andreas Breiter, Professor
- Vertreter aus dem Bereich „Musik“, nominiert von der Freien und Hansestadt Hamburg
  - Christoph Becker, Vorstandsmitglied der Interessengemeinschaft Hamburger Musikwirtschaft e. V.
- Vertreter aus dem Bereich „Migranten“, nominiert vom Land Hessen
  - Ali Ertan Toprak, Präsident der Bundesarbeitsgemeinschaft der Immigrantenverbände in Deutschland e. V., CDU
- Vertreter aus dem Bereich „Bürgerschaftliches Engagement“ aus dem Land Mecklenburg-Vorpommern
  - Adriana Lettrari-Pietzcker, Geschäftsführerin der Ehrenamtsstiftung Mecklenburg-Vorpommern
- Vertreter aus dem Bereich „Muslime“, nominiert vom Land Niedersachsen
  - Dilan Deniz Kılıç, Alevitische Gemeinde Deutschland
- Vertreter aus dem Bereich „Medienwirtschaft und Film“, nominiert vom Land Nordrhein-Westfalen
  - Angela Spizig, Bündnis 90/Die Grünen[13]
- Vertreter aus dem Bereich „Inklusive Gesellschaft“, nominiert vom Land Rheinland-Pfalz
  - Michael Jörg, SPD
- Vertreter aus dem Bereich „Kunst und Kultur“, nominiert vom Saarland
  - Barbara Wackernagel-Jacobs, Ministerin a. D., SPD
- Vertreter aus dem Bereich „Ehrenamtlicher Zivil- und Katastrophenschutz“, nominiert vom Freistaat Sachsen
  - Petra Riemann, Geschäftsführerin des Landesfeuerwehrverbandes Sachsen e. V.
- Vertreter aus dem Bereich „Heimat und Brauchtum“, nominiert vom Land Sachsen-Anhalt
  - Gabriele Köster, Direktorin der Magdeburger Museen
- Vertreter aus dem Bereich „Regional- und Minderheitensprachen“, nominiert vom Land Schleswig-Holstein
  - Karin Haug, SSW
- Vertreter aus dem Bereich „LSBTTIQ (Lesbische, Schwule, Bisexuelle, Transsexuelle, Transgender, Intersexuelle und Queere Menschen)“, nominiert vom Freistaat Thüringen
  - Felizia Möhle, Vorsitzende im Vielfalt Leben – QueerWeg Verein für Thüringen e. V., Die Linke

## Ausschüsse
Aus den Mitgliedern des Fernsehrats werden die folgenden dauerhaften Ausschüsse gebildet:
- Richtlinien- und Koordinierungsausschuss
- Ausschuss für Finanzen, Investitionen und Technik
- Programmausschuss Chefredaktion
- Programmausschuss Programmdirektion
- Programmausschuss Partnerprogramme
- Ausschuss Telemedien

Neben diesen festen Ausschüssen können weitere nicht dauerhafte Ausschüsse gebildet werden, deren Aufgaben Programmberatung, Sachberatung oder Prüfung von Beschwerden sein können.

## Vergütung
Die Mitgliedschaft im Fernsehrat ist ehrenamtlich:

„Die einzelnen Mitglieder erhalten gemäß § 24 ZDF-Satzung Reisekosten, Sitzungsgelder und Aufwandsentschädigung erstattet. Dabei beläuft sich die Aufwandsentschädigung auf 520 Euro monatlich. Die Vorsitzende erhält das Doppelte, die Stellvertreter der Vorsitzenden und die Vorsitzenden der Ausschüsse jeweils das Eineinhalbfache des Betrages. Das Sitzungsgeld liegt bei 150 Euro je Sitzungstag. Alle Zahlungen sind individuell steuerpflichtig.
Im Jahr 2019 wurden für den Fernsehrat insgesamt Aufwandsentschädigungen in Höhe von 402.069 Euro und Sitzungsgeld in Höhe von 81.900 Euro gezahlt.“